# Gabriel París Gordillo

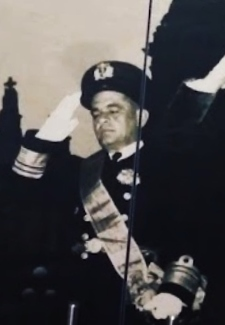
Gabriel París Gordillo (1957)

Gabriel París Gordillo (* 8. März 1910 in Ibagué; † 21. März 2008 in Girardot) war ein kolumbianischer Politiker und Militär. París Gordillo war von 10. Mai 1957 bis 7. August 1958 Staatsoberhaupt als Vorsitzender der Militärjunta nach dem Coup d'état von 1957.

## Leben
Gabriel París begann seine Ausbildung am Colegio San Simón in Ibagué, Departamento de Tolima. Nach seinem Abschluss verpflichtete er sich bei der Armee Kolumbiens, studierte 1928 an der ‘Gr. José María Córdova'-Akademie und wurde am 11. Dezember zum Leutnant der Kavallerie ernannt. 1929 wurde er zu der Einheit Grupo No. 1 Páez versetzt, bei der er die längste Zeit seiner militärischen Laufbahn blieb.
1933 nahm er als Leutnant am Krieg zwischen Kolumbien und Peru an der Frontlinie zwischen Baraya und La Tagua teil. Weil er ein hervorragender Offizier war, wurde er als Pferdetrainer an die ‘Gr. José María Córdova'-Akademie versetzt.
Gabriel París heiratete seine Nichte María Felisa Quevedo París im Alter von 29 Jahren. Das Paar hat zusammen vier Kinder, Gabriel, Jaime, Gloria und Ligia París Quevedo.
Gabriel París wurde 1941 an der Höheren Kriegsakademie von Kolumbien zum Major befördert. Im gleichen Jahr folgte auch noch die Beförderung zum Oberstleutnant und seine Delegierung zur weiteren Ausbildung nach Fort Leavenworth in den Vereinigten Staaten. Er wurde später als Lehroffizier an der Höheren Kriegsakademie in Kolumbien und als Befehlshaber der Kavallerie eingesetzt. 1949 erhielt er das Kommando über die Grupo N° 2 Rondón und 1950 wurde er Befehlshaber der in Barranquilla stationierten zweiten Brigade. Später wurde er als Befehlshaber der vierten Brigade nach Medellín versetzt.

### Aufgaben während der Amtszeit General Rojas Pinillas
Während der Amtszeit des Militärdiktators Gustavo Rojas Pinilla wurde París auf vielen verschiedenen Amtspositionen eingesetzt.
París Gordillo wurde am 28. Februar 1953 zum Brigadegeneral ernannt und erhielt den Befehl über die Armee Kolumbiens. Am 27. Juni des gleichen Jahres wurde er als Botschafter seines Landes bei den Vereinten Nationen stellvertretender Repräsentant Kolumbiens in der Abrüstungskommission des UN-Sicherheitsrates.
París wurde am 9. Februar 1954 zum Justizminister und am 7. August zum Kriegsminister seines Landes bestellt. Außerdem nahm er zeitweise die Aufgabe des Außenministers wahr. Während eines Besuches von General Rojas Pinilla in Ecuador übernahm er kurzzeitig vom 30. Juli bis zum 2. August 1955 das Amt des Präsidenten. Am 29. Februar 1956 wurde er zum Generalmajor ernannt.

### Militärjunta
Im Alter von 47 Jahren wurde París von General Rojas Pinilla ausgewählt, den Vorsitz in der Militärjunta an seiner Stelle zu übernehmen. Dieses Amt trat París am 10. Mai 1957 zusammen mit den drei hochrangigen Armeeoffizieren Luis E. Ordóñez Castillo, Rafael Navas Pardo, Deogracias Fonseca Espinosa und dem Konteradmiral Rubén Piedrahita Arango von der Marine Kolumbiens an.
Als Vorsitzender der Militärjunta förderte París den beschleunigten Ausbau verschiedener technischer Ausbildungseinrichtungen wie dem Servicio Nacional de Aprendizaje (SENA) und unterstützte Bestrebungen zu einer Volksabstimmung, aus der sich die Nationale Front entwickelte und die zum Abbau der Auslandsschulden führte. Darüber hinaus begann er mit der Umsetzung des Plan Vallejo, dessen Zielsetzung die Ankurbelung der Exportwirtschaft, Vereinbarungen über die Zusammenarbeit zwischen verschiedenen Behörden der öffentlichen Verwaltung  und die Wiedereinsetzung der gesetzgebenden Versammlung zum 28. Juli 1958 war.
Am 4. Mai 1958 fanden allgemeine Wahlen zu einer erneut demokratisch gewählte Regierung statt. Aus dieser Wahl ging Alberto Lleras Camargo als erster gewählter Präsident der Nationalen Front hervor, der die Militärjunta ablösen sollte. General París ernannte Lleras am 7. August 1958 zum Präsidenten Kolumbiens und beendete zu diesem Zeitpunkt seine Amtszeit als Präsident und seine militärische Laufbahn, anschließend zog er sich ins Privatleben zurück.

### Nach der Amtszeit als Präsident
1996 wurde durch das Stadtparlament Bogotás der 150. Jahrestag der Aufstellung des Simón-Bolívar-Standbildes auf der Plaza Mayor gefeiert. Dieses Denkmal war von don José Ignacio París Ricaurte, dem Urgroßvater von París, gestiftet worden.
Im Jahr 2000 wurde er durch Andrés Pastrana, den seinerzeitigen Präsidenten Kolumbiens, zum 3-Sterne-General ehrenhalber befördert. Im Jahr 2002 nahm er an der Amtseinführung von Álvaro Uribe als neuem Präsidenten Kolumbiens teil.
París verbrachte seine letzten Lebensjahre auf einer Estancia namens ‘El Recreo' in dem Ortsteil El Topacio der Gemeinde Flandes in Tolima. Im Alter von 98 Jahren war er das letzte überlebende Mitglied der Militärjunta und der älteste ehemalige Präsident Kolumbiens.